# کارآگاه کونان
کارآگاه کونان (به ژاپنی: 名探偵コナン Meitantei Conan) که با نام پرونده بسته شد (به انگلیسی: Case Closed) نیز شناخته می‌شود، یک مجموعه مانگای کارآگاهی ژاپنی که توسط گوشو آئویاما نوشته و مصورسازی شده است. این مجموعه توسط شوگاکوکان از ۱۹ ژانویه ۱۹۹۴، در هفته‌نامه شونن ساندی منتشر شده و انتشار آن تاکنون ادامه دارد. بر اساس موارد قانونی، این سری در آمریکا، کانادا و انگلیس، پرونده بسته شد نامگذاری شده است. داستان دربارهٔ ماجراجویی یک کاراگاه جوان به نام شینیچی کودو است که به‌طور اتفاقی بعد از خوردن یک ماده شیمیایی، به یک کودک تبدیل گردیده است.
از زمان انتشار نسخه مانگا، کارآگاه کونان تبدیل به چندین مجموعه در رسانه‌های مختلف شده است. این سری در سال ۱۹۹۶، توسط استودیو توکیو مووی شینشا و تی‌ام‌اس انترتینمنت، به یک مجموعه تلویزیونی انیمه برگردانده شده است که تاکنون ادامه دارد. چندین قسمت اووی‌ای، بیست و هشت فیلم سینمایی (هنوز در حال ساخت سینمایی بیشتر)، سه فیلم درام لایو اکشن، بازی‌های ویدئویی بیشمار و بسیاری دیگر از محصولات مرتبط از روی آن ساخته شده است.